# Zielone berety (film)
Zielone berety (ang. The Green Berets) – amerykański film wojenny  z 1968 roku. Adaptacja powieści Robina Moore pt. The Green Berets.

## Treść
Trwa wojna w Wietnamie. Pułkownik Mike Kirby wraz z dziennikarzem George’em Beckworthem wyruszają do amerykańskiego obozu w głębi kraju. Beckworth jest przeciwnikiem amerykańskiej interwencji w Wietnamie, jednak zmienia swoje poglądy, kiedy na własne oczy widzi okrucieństwa komunistów z Vietcongu. Podczas nieobecności pułkownika Kirby'ego obóz, pełen żołnierzy i wietnamskich uchodźców, zostaje zaatakowany. Dziennikarz przyłącza się do obrońców.

## Obsada
- John Wayne – Mike Kirby
- David Janssen – George Beckworth
- Jim Hutton – Petersen
- Aldo Ray – Muldoon
- Raymond St. Jacques – „Doc” McGee
- Bruce Cabot – Morgan
- Jack Soo – Cai
- George Takei – Nim
- Patrick Wayne – Jamison
- Luke Askew – Provo
- Irene Tsu – Lin
- Edward Faulkner – MacDaniel
- Mike Henry – Kowalski
- Craig Jue – Hamchuck